# Soldat dans l'Égypte antique
Le métier de soldat n'est pas très populaire dans l'Égypte antique. Les Égyptiens sont plutôt paysans que guerriers. Mais pour défendre les récoltes du delta du Nil des invasions asiatiques, ou, à l'ouest, des Libyens, ils créent très tôt une armée qui deviendra vite une armée de métier. Si les futurs officiers sont recrutés dans la petite et moyenne bourgeoisie, les fantassins sont issus des classes plus défavorisées, car être soldat de Pharaon procure des avantages en nature.
Les soldats de l'infanterie étaient appelés « ˁnḫ.w n mšˁ », littéralement « les (fantassins) en vie de l'armée » ou encore « ˁnḫ.w n mšˁ n nḫt.w ˁ3w », « les (fantassins) en vie de l'armée aux grandes victoires ».
Sous les Ramsès, il y a deux sortes de guerriers, les fantassins et les charriers, lesquels se succèdent souvent de père en fils et qui sont tous propriétaires terriens. Seuls les soldats de la garde royale touchent un supplément de viande et de blé.
C'est à partir de la XVIIIe dynastie que l'armée enrôle des étrangers dans ses rangs, car les Égyptiens semblent se détourner de plus en plus du métier des armes.

## Les armes des soldats de Pharaon

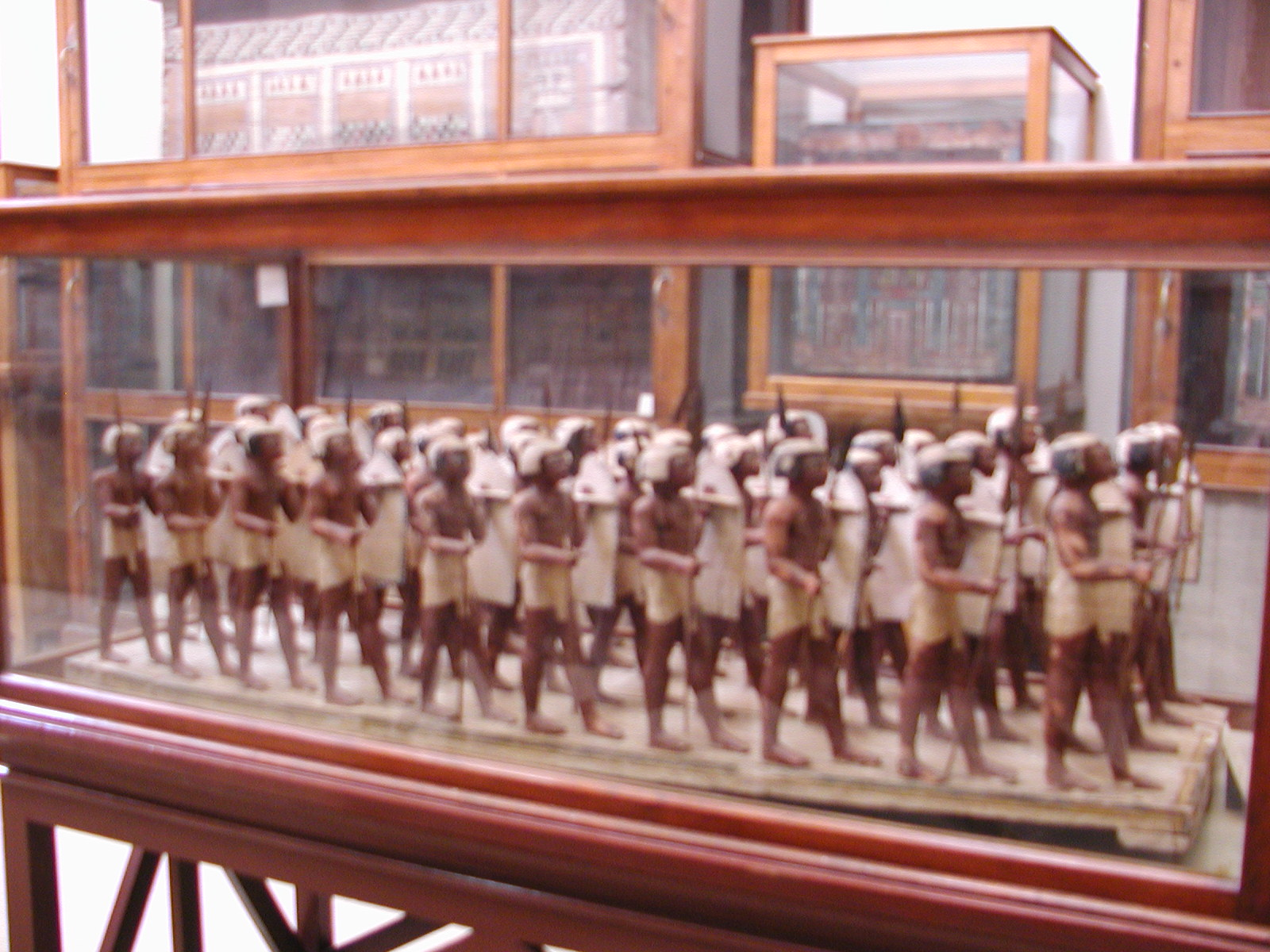
Infanterie égyptienne dans l'Antiquité, (Musée du Caire)

Les armes utilisées par les soldats à pied de l'armée pharaonique sont de deux sortes, de jet et de proximité : lance, javelot, bâton de jet, hache-masse, brise-épée, sabre courbe (khépesh), arcs simples, hache de guerre, carquois, épée et arc composite d'origine hittite. Il faut ajouter à cela les boucliers en bois, en peau tendue ou en roseau tressé. Point question de cotte de mailles ou de casque, les soldats de l'infanterie légère, simplement vêtus d'un cache-sexe, se servent d'un arc et de flèches rudimentaires fabriquées dans un alliage imparfait de bronze. L'arc est à courbure simple ou double, des modèles efficaces qui servent jusqu'à la fin de la XVIIIe dynastie, avant d'être remplacés par l'arc triangulaire, plus facile à manier et à fabriquer en série.
Les Hyksôs introduisent en Égypte de nouvelles techniques militaires, chevaux et chars. Plus tard, sous le Nouvel Empire, les soldats de Pharaon adoptent bon nombre d'armes et d'équipements : arc triangulaire, casque, broigne (cotte de mailles) et glaive recourbé, provenant des Syriens et des Hittites. La broigne se compose d'une veste en cuir à manches courtes garnie de plaques de métal.
Les armes de bronze gagnent en qualité, le mélange étain-cuivre étant mieux proportionné. Les armes en fer, plus résistantes, dont se servent les Hittites, ne semblent pas avoir été employées dans un premier temps par les Égyptiens. Ainsi le poignard en fer retrouvé dans la tombe de Toutânkhamon est plus un objet d'apparat qu'une arme de combat.

## La vie de garnison
Depuis l'époque prédynastique, la riche Nubie est un territoire convoité par les Égyptiens. Aussi, pour maintenir la présence armée de l'Égypte dans ces contrées hostiles où les rébellions sont fréquentes, les pharaons font construire des forteresses sur des sites stratégiques. Ces forteresses servent également de relais pour les campagnes menées par Pharaon hors d'Égypte, et sont aussi chargées de veiller au bon acheminement des richesses, or, ébène, ivoire, blé, etc., destinées à Pharaon.
Ces garnisons lointaines sont peuplées de soldats recrutés et encadrés par l'armée de métier. Si les officiers assurant l'encadrement sont le plus souvent égyptiens, les soldats sont pour la plupart des Nubiens qui se montrent d'excellentes recrues, principalement dans le corps des archers. Quant au commandant de la garnison, il s'agit souvent d'un prince égyptien souvent issu de la famille royale.
À l'intérieur des garnisons, les casernements voisinent avec les maisons d'habitation abritant les familles des soldats. Les bâtiments administratifs jouxtent les sanctuaires dédiés aux différents cultes.

## L'armée deRamsèsII
L'armée de Ramsès II lors de la bataille de Qadesh qui eut lieu aux environs de -1274 face aux Hittites était composée de quatre divisions :
- la division d'Amon ;
- la division de Rê ;
- la division de Seth ;
- la division de Ptah.

## L'armée sous les Lagides
L'armée lagide est globalement organisée sur le même modèle que celle d'Alexandre. Ainsi, il existe une nette distinction entre les cavaliers, regroupés en « hipparchies », et les fantassins, organisés en « chiliarchies », composées chacune de mille hommes. Comme les autres monarchies hellénistiques, elle disposait d'un corps d'éléphants de guerre. 
Les armées étaient de plus en plus souvent composées de mercenaires, des professionnels de la guerre dont le principal souci était d'améliorer leur propre sort. Dénués de tout sens patriotique, ces hommes, aux origines très variables (Thraces, Celtes, etc.), n'étaient pas toujours des éléments sûrs. Face à ce problème, les Lagides, qui ne pouvaient pas — et surtout ne voulaient pas, du moins jusqu'à Ptolémée IV— compter sur un recrutement indigène, cherchèrent à constituer un noyau de soldats fidèles, base de leur défense militaire. La meilleure façon de s'attacher les mercenaires était de les fixer en Égypte, leur donnant ainsi une attache nationale. C'est ainsi que les premiers Ptolémées ont développé le système de la clérouquie qui consistait à distribuer à ces mercenaires étrangers des parcelles de terre en échange de leur participation militaire en cas de conflit. Les lots attribués étaient proportionnels au grade des bénéficiaires ; quand le système fut étendu aux indigènes incorporés dans l'armée, ceux-ci devaient se contenter de parcelles plus petites que celles des Grecs. Ce système mettait les soldats grecs en contact avec les indigènes et devait ainsi permettre de diffuser de nouvelles techniques agricoles. En fait, pétris d'idéaux grecs et professionnels de la guerre, les clérouques ne renonçaient pas à leurs anciens modes de vie pour se lancer dans l'agriculture ; généralement, ils continuaient à vivre en ville, entre Grecs, et louaient leur terre à des fermiers ; les seuls contacts avec la population locale étaient donc ceux de propriétaires, bien souvent méprisants. Cette attitude était d'autant plus mal ressentie par les Égyptiens que ceux-ci devaient parfois prendre en charge le logement du clérouque, lourde contrainte qui pouvait susciter des abus.
Si le système des clérouquies a permis aux premiers Lagides de s'assurer une armée relativement solide, son effet s'effrite peu à peu ; d'abord du fait de la saturation en terres disponibles que les Lagides peuvent faire miroiter en échange d'un engagement dans l'armée ; ensuite, le fait que des indigènes puissent bénéficier de ce système le dévalorise aux yeux des Grecs ; mais surtout, le souverain a de plus en plus de mal à récupérer ces terres à la mort de leurs détenteurs qui les transmettent à leurs héritiers sans que ceux-ci ne reprennent à leur compte les obligations militaires de leur père. Cette évolution aboutit même à la fin de la période lagide à la transmission de clérouquies à des filles quand celles-ci sont les seules héritières.
Le système tend à se dissocier du recrutement de l'armée qui, à nouveau, repose de plus en plus sur le principe du mercenariat.